# ويندي أبرامز
ويندي أبرامز (بالإنجليزية: Wendy Abrams)‏ هي عالمة بيئة أمريكية، ولدت في 1965.